# Artur Janus
Artur Janus (ur. 18 marca 1948 w Stolarzowicach, zm. 10 lutego 1991 w Mielcu) – polski piłkarz, trener i działacz piłkarski.
Wychowanek Tempa Stolarzowice. Pod koniec 1971 przeszedł do Stali Mielec, gdzie rozegrał 54 mecze. Miał swój udział w zdobytym przez Stal tytule mistrza Polski w 1973 i wicemistrza w 1975. Na sezon 1976/77 przeniósł się do II-ligowej Wisłoki Dębica, gdzie najpierw był piłkarzem, a później II trenerem oraz kierownikiem drużyny. W latach 80. ponownie przeniósł się do Mielca, gdzie pracował w sekcji piłki nożnej Stali, m.in. jako trener i kierownik drużyny.
Zmarł po krótkiej chorobie 10 lutego 1991 w szpitalu w Mielcu i w tym mieście został pochowany 14 lutego 1991.